# Patricia Poblete
Patricia Poblete Bennett (Temuco, 6 de junio de 1946-31 de marzo de 2022) fue una economista y política chilena. Militante del Partido Demócrata Cristiano (PDC), ejerció como ministra de Vivienda y Urbanismo durante el primer gobierno de la presidenta Michelle Bachelet desde 2006 hasta 2010.

## Familia y estudios
A mediados de los años 1960 viajó desde su ciudad natal a Santiago para estudiar economía en la Universidad de Chile.
Durante su estadía en esa casa de estudios, se afilió al Partido Demócrata Cristiano y conoció al entonces presidente de la Federación de Estudiantes de la Universidad de Chile (Fech), Jorge Navarrete Martínez, con quien contrajo matrimonio. La pareja tuvo cuatro hijos (tres hombres y una mujer), entre ellos el abogado y analista político Jorge Navarrete Poblete.

## Carrera pública
Durante la dictadura militar del general Augusto Pinochet (1973-1990) se desempeñó en el Hogar de Cristo, institución de beneficencia ligada a la Compañía de Jesús, y luego en el Comité de Mujeres por las Elecciones Libres.
Con la vuelta a la democracia, trabajó en la Municipalidad de Santiago entre los años 1990 y 2000, bajo la alcaldía de su camarada Jaime Ravinet, donde se desempeñó como coordinadora de Servicios Municipales y jefa de gabinete de Ravinet.
En 2000, a fines del gobierno de Eduardo Frei Ruiz-Tagle, fue nombrada como directora ejecutiva de Fundación Integra. En ese cargo, que mantuvo durante el gobierno de Ricardo Lagos (2000-2006), coordinó la modificación curricular que regía a los 900 jardines infantiles más pobres del país.[cita requerida]
Asumió como ministra de Vivienda y Urbanismo, nombrada por la presidenta Michelle Bachelet, el 11 de marzo de 2006 y se mantuvo en el cargo hasta el fin del gobierno, el 11 de marzo de 2010.
En marzo de 2014, en el marco de su segundo gobierno, la presidenta Bachelet la designó coordinadora de la Unidad de Gestión de Programa, cargo que mantuvo hasta su renuncia en diciembre de 2015.